# Văn hóa chất kích thích
Văn hóa chất kích thích (tiếng Anh: drug culture) bao gồm những ví dụ về nền văn hóa phản kháng vốn chủ yếu do việc sử dụng thuốc giải trí định ra. Thứ văn hóa này có thể tập trung vào một dạng chất kích thích đơn lẻ hoặc là sử dụng chất kích thích tổng hợp đã được kiểm định chất lượng.